# Panowania

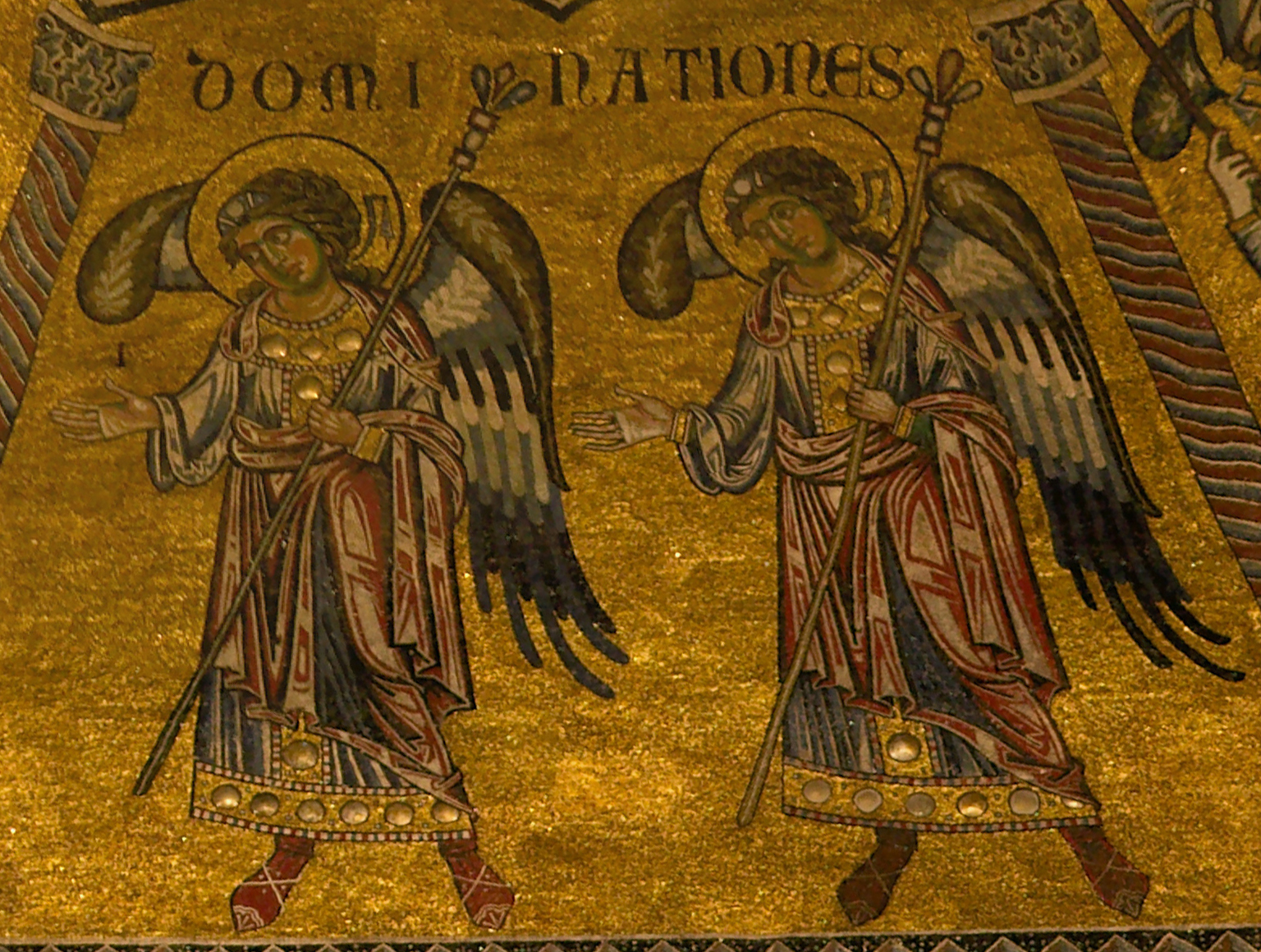
Aniołowie z chóru Panowań, mozaika w Baptysterium we Florencji

Panowania (Państwa, stgr. κυριότητες, łac. dominationes, cs. Госпóдствїа) – rząd pośród chórów anielskich. Według chrześcijańskiej angelologii, w hierarchii anielskiej zajmuje miejsce czwarte, licząc od tronu Boga, a swoistym zadaniem aniołów z tego chóru jest realizowanie panowania Boga nad stworzeniami i kierowanie działaniami aniołów niższych rzędów. 

## Panowania w Biblii
Podstawą biblijną zaliczenia Panowań do rzędów duchów stworzonych są słowa św. Pawła Apostoła, który wylicza niektóre z nich twierdząc, iż Jezus Chrystus zasiada ponad wszelką Zwierzchnością i Władzą i Mocą i Panowaniem (Ef 1, 21) i w Nim zostały stworzone: czy Trony, czy Panowania, czy Zwierzchności, czy Władze (1 Kol 1, 16).

## Panowania według Tradycji chrześcijańskiej

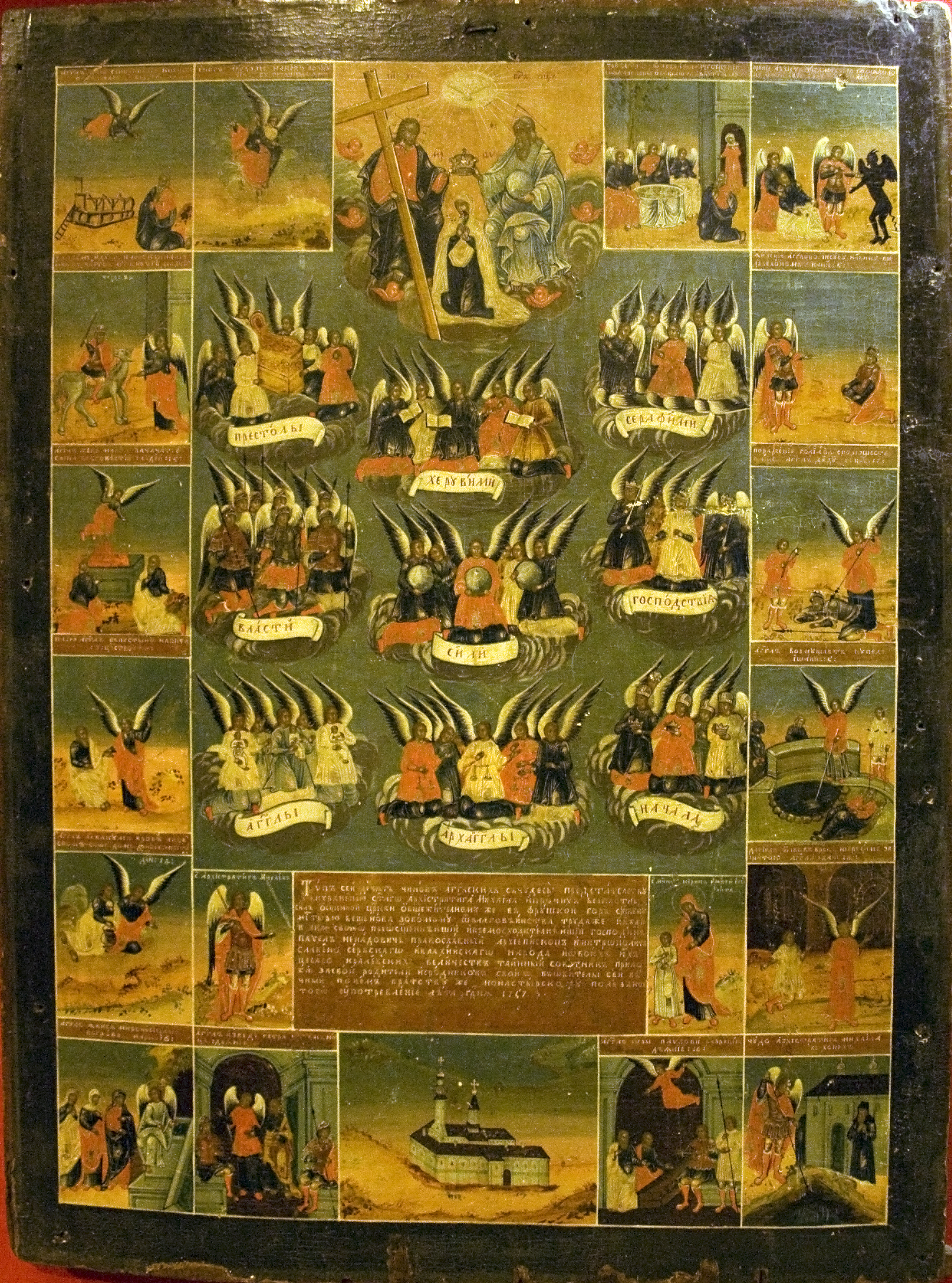
Dziewięć chórów anielskich, ikona rosyjskiego autora w Serbii z 1757, Panowania w centralnej części, drugi rząd, z prawej strony

Ojcowie i Doktorzy Kościoła oraz mistycy chrześcijańscy przez wieki wypowiadali się na temat hierarchii anielskiej, wśród której umieszczali rząd o nazwie tłumaczonej na polski zwykle jako Panowania, dawniej czasem jako Państwa. Jako jeden z pierwszych, Pseudo-Dionizy Areopagita, w dziele O hierarchii niebieskiej charakteryzował ich rolę w realizowaniu panowania Boga nad stworzeniami:

Panowania uczestniczą w niebiańskim panowaniu, wolnym od wszelkiej innej motywacji i przez wspaniałomyślność swojej wolności uczestniczą w Bożym panowaniu, które wolne jest od pogardliwego poddaństwa i uniżenia. Duchy tego chóru dążą do prawdziwego panowania Boga i w całkowitym poddaniu się Bogu kształtują siebie i wszystkie inne podległe im stworzenia.

Św. Tomasz z Akwinu, zwany Doktorem Anielskim, w Sumie Teologicznej dokonał krótkiej analizy nazwy Panowania, w świetle nauczania Pseudo-Dionizego i św. Grzegorza Wielkiego:

Według Dionizego „Panowanie przysługuje Bogu w najwyższym stopniu. Atoli teksty Pisma św. nazywają - na sposób udziału - Panami wyższe rzędy anielskie, które przekazują niższym dary Boże”. Stąd to tenże Dionizy powiada, że nazwa Panowanie, oznacza: po pierwsze „wolność od stanu niewolniczego i od poniżającego poddaństwa” tak jak to zwykły lud jest poddany „i od tyrańskiego ucisku”, którego doznają niekiedy i wyższe warstwy. Po drugie „jakieś surowe i nieugięte rządy, które jednak nie posuwają się do żadnego kroku niewolniczego, ani takiego, za którym idzie ujarzmienie lub ucisk tyrański”. Po trzecie oznacza „pragnienie i udział w prawdziwym panowaniu, jakie jest w Bogu”. [...] Nazwy Panowania, Władze i Zwierzchności dotyczą wprawdzie rządzenia, ale w różny sposób. I tak do pana należy jedynie wydawanie rozporządzeń, co należy czynić. Stąd to Grzegorz pisze: „Niektóre rzędy aniołów nazywają się Panowanie z tego powodu, że im inni są podlegli i mają ich słuchać”, bowiem do Panowań należy określanie i nakazywanie tego, co dotyczy Bożych posług, rzędom im podległym.

Św. Bernard z Clairvaux, w dziele O rozważaniu. Księga Piąta, przypisywał tym aniołom realizowanie władzy Boga nad wszystkimi podległymi im chórami anielskimi oraz całym stworzeniem, stwierdzając:

Wydaje się nam, że Panowania do tego stopnia przewyższają wymienione już zastępy, że zdają się one jakby oddanymi do ich usług. Od Panowań zależą więc rządy Księstw, opieka Potęg, działanie Mocy, objawienia Archaniołów, troskliwość Aniołów (IV. 8). W Panowaniach dane nam widzieć nieskończony majestat Pana, którego wola utożsamia się z władzą, a władza rozciąga się na wszechświat i wieczność (IV. 10). Panowania panują. Ale to ich panowanie spełnia się w zależności od Najwyższego, któremu jednocześnie służą. Czymże więc jest w porównaniu z panowaniem jednym, wiecznym i najwyższym? (V. 11).

Św. Hildegarda z Bingen, w oparciu o swe wizje, ukazała te anioły jako wzorzec dla wierzących w naśladowaniu Chrystusa w dążeniu ku niebu:

Panowania przedstawiają, że Pan wszelkich rzeczy, kiedy posłał swego Syna na ziemię, podniósł z ziemi do nieba rozum ludzki, który leżał splamiony w ludzkiej zgniliźnie, i zdeptał starego kusiciela swoją sprawiedliwością. Jego zatem, który stanowi Głowę wszystkich wierzących, wierni mają wiernie naśladować, swoją nadzieję oprzeć na niebo i stać się mocni w wielkodusznym pragnieniu wielkich, dobrych dzieł.

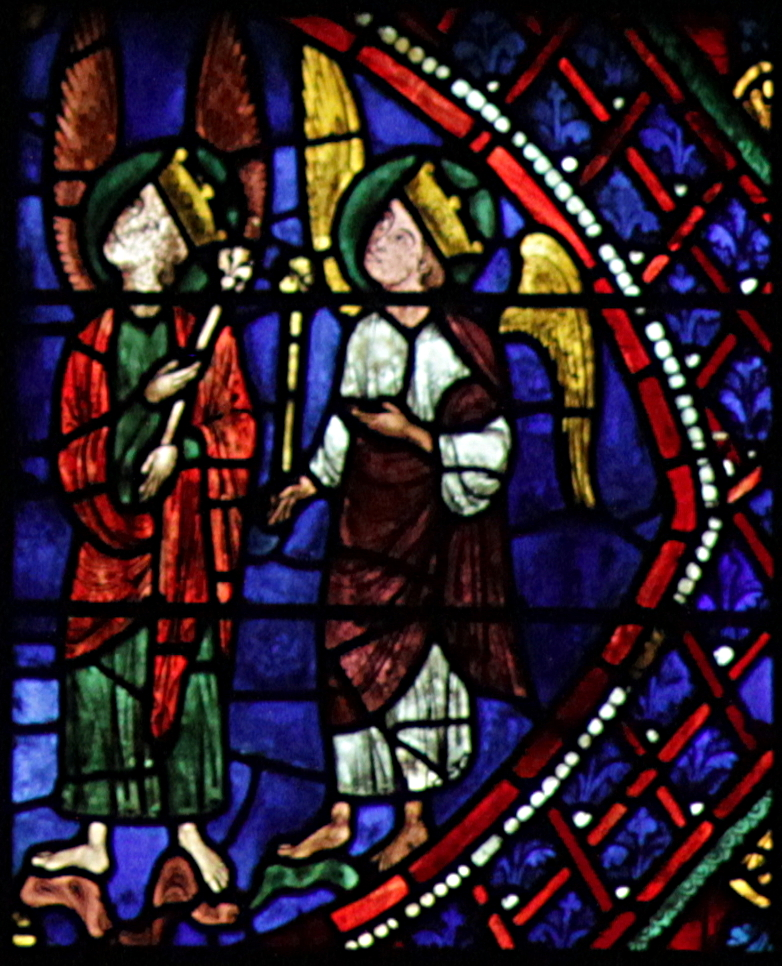
Panowania, witraż św. Apolinarego w katedrze w Chartres, XIII/XIV w.

W okresie nowożytnym św. Alojzy Gonzaga, w dziełku O Aniołach, pisał podobnie jak Pseudo-Dionizy i Bernard z Clairvaux, iż Panowania:

przedstawiają panowanie Najwyższego Władcy wszechrzeczy i wydają podwładnym sobie rozkazy i polecenia odnośnie do służby Bożej w rządach nad światem.

Henri-Marie Boudon (1624–1702), archidiakon z Évreux, jeden z głównych przedstawicieli francuskiej szkoły duchowości, zwracał uwagę na ich rolę w przekazywaniu ludziom woli Boga i uczenia ich panowania nad sobą:

Specjalnym zadaniem tych duchów światła jest ukazanie nam woli Boga; można powiedzieć, że są one sekretarzami stanu wielkiego Króla Jezusa. [...] Nauczą nas, jak być panami samych siebie i tych wszystkich rzeczy, dzięki którym zostaliśmy wyniesieni ponad wszelkie stworzenie przez zjednoczenie z samym Stworzycielem.

Św. Teresa Benedykta od Krzyża (Edyta Stein) wyjaśniała zasadniczą różnicę między panowaniem ziemskim – tyrańskim i interesownym, a niebiańskim – w wolności, realizowanym przez tych Aniołów:

Nazwa Panowania oznacza absolutne przejście do tego, co niebieskie, wolne od wszelkiej korzyści ziemskiej i nie umniejszone przez tyraństwo surowe, panowanie we wspaniałomyślnej wolności, dalekie wszelkiemu pogardliwemu poddaństwu, wszelkiemu poniżeniu i wykrzywieniu, pełne trwałej dążności do prawdziwego panowania i do źródła wszelkiej władzy, według której duchy te kształtują siebie i wszystko im podległe.

Sł. Boża m. Paula Zofia Tajber, opisując różne rodzaje posługiwania poszczególnych chórów anielskich, zwróciła uwagę na rolę aniołów tego rzędu, jako wywierających wpływ na ziemskie rządy społeczności ludzkich, w ukierunkowywaniu ich na wszelkie dobro:

Panowania, które rządy Boże tu, na ziemi, ziszczają w społeczeństwach ras ludzkich i kierują ich rządami, by posiadały moc w przestrzeganiu prawa Bożego, które zachowane, daje rozkwit wszelkiemu dobru, bogactwu i pięknu wylewającemu się w życiu Boga w duszach wybranych.

## Panowania jako aniołowie stróżowie
W chrześcijańskiej angelologii istnieje pogląd, iż aniołowie stróżowie ludzi pochodzą ze wszystkich rzędów anielskich, stosownie do zadań poszczególnych osób. Magdalena od Krzyża „Ancilla”, niemiecka mistyczka pisała w tym kontekście o Panowaniach:

To Aniołowie, których Bóg daje tym wszystkim, którzy nauczają w wyższych szkołach czy na ambonie, albo w pewnym stopniu w konfesjonale, jeśli dotyczy to duchowego kierownictwa. Także misjonarze są otoczeni opieką tych mocarnych Aniołów. Stoją oni u boku tych wszystkich, którzy rozszerzają panowanie Boga na ziemi. Także przełożeni klasztorów i seminariów duchownych mają ich przy sobie, zakładając, że są ludźmi pokornymi. Muszą oni wciąż czcić Boga, wtedy Aniołowie Mocarni stoją wciąż przy nich. Do nich powinno się modlić, aby rozszerzać panowanie Boga na ziemi przez nawracanie niewierzących, oziębłych, katolików z imienia. W zwątpieniu należy ich przywołać, a oni pomogą.

## Ludzie zbawieni w chórze Panowań
Według chrześcijańskiej angelologii zbawieni, stosownie do swych darów i zasług, zajmą w niebie miejsca upadłych aniołów w poszczególnych chórach. Zdaniem św. Mechtyldy z Hackeborn:

Ci, którzy oddają się Majestatowi Boskiemu z całkowitym poddaniem się, którzy dla czci Bożej wszystkich ludzi czczą w miłości, a siebie samych kochają jedynie dlatego, że stworzonymi zostali na obraz Boży, którzy też stąd wszystkimi siłami starają się o to, aby się stać podobnymi Bogu, którzy ciało poddają pod panowanie duszy, którzy panując nad duchem swoim, zwracają się całkowicie do rzeczy niebieskich, ci będą się weselili na stopniu szóstym z Państwami.